# Газета польська

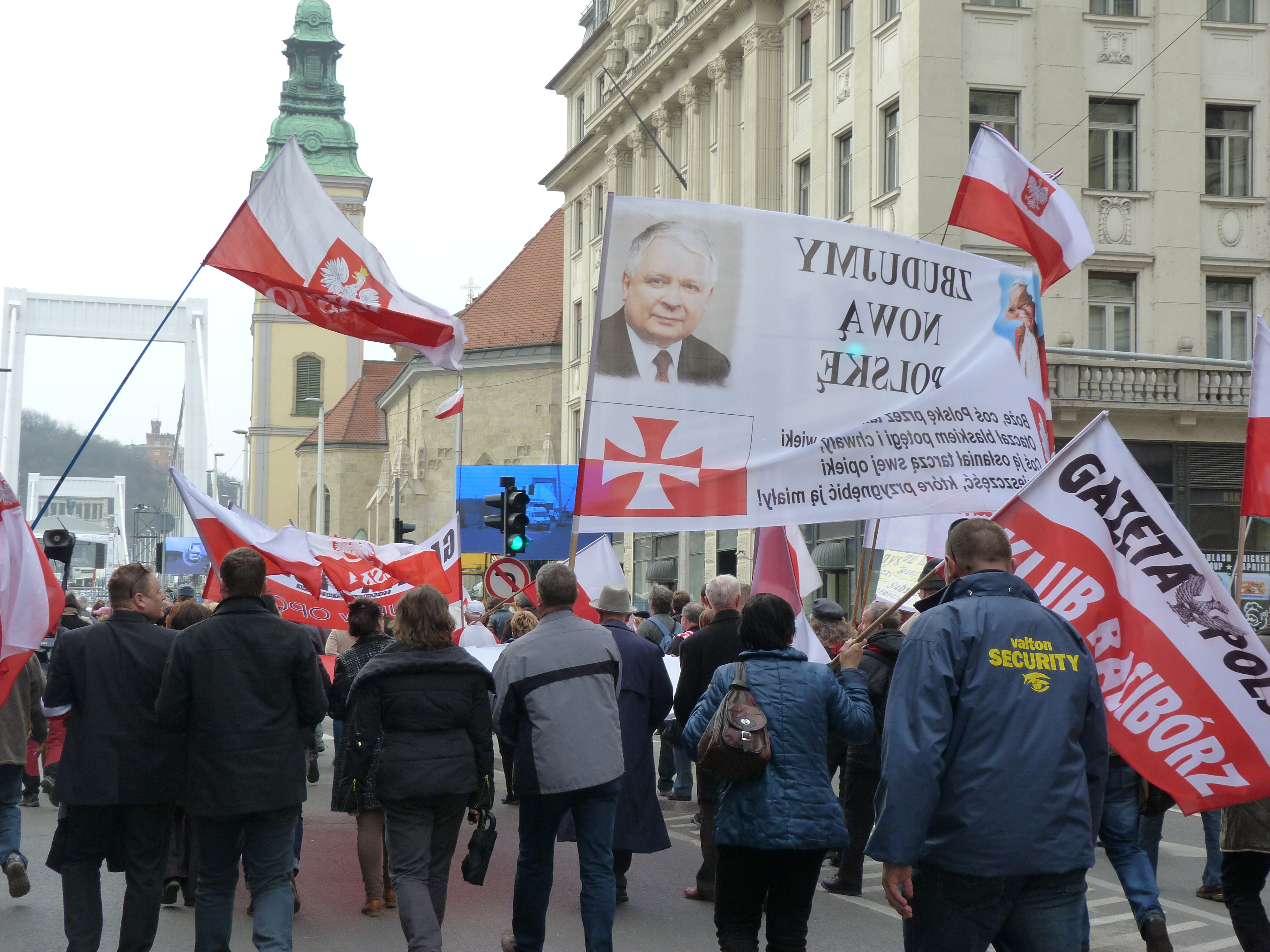
Мітинг у підтримку Віктора Орбана в Будапешті, 15 березня 2014

Газета Польська (Gazeta Polska) — Польськомовне право-консервативне щотижневе видання в форматі новин, що друкується у Польщі.

## Історія
Gazeta Polska було засновано 1993 року. Її головним редактором є відомий польський публіцист Томаш Сакевич.
Її політичну орієнтацію можна окреслити як таку, що коливається від консервативної до правої, ультраправої, націоналістичної праворадикальної.
Gazeta Polska підтримує численні клуби, (клуби Газети Польської) як у Польщі так і по всьому світу — скрізь де є польська діаспора (Чикаго, Нью-Йорк, Лондон, Дублін, Париж, Лідс, Ванкувер, Франкфурт, Берлін, Сідней). Такі клуби організовують різноманітні зустрічі з письменниками, політичними та громадськими діячами, влаштовують політичні акції та страйки. 15 березня 2012 року «Gazeta Polska» організувала «Велику поїздку до Угорщини» (Wielki wyjazd na Węgry). Замовлений поїзд вирушив з Варшави, зупиняючись по дорозі до Угорщини в Радомі, Кельцях, Кракові, Тарнові та Новому Сончі. Загалом близько 3 000 осіб прибуло до Будапешту на мітинг у підтримку Віктора Орбана — лідера угорської націонал-консервативної партії Фідес.
Загальний обсяг накладу друкованого та електронного видань «Газети польської» станом на жовтень 2016 року складав 96 246 примірників.